# Isère (rijeka)
Isère (francuski [i.zɛʁ]) je rijeka na jugoistoku Francuske, i glavna je pritoka na lijevoj obali Rhône. Izvire u Alpama, u nacionalnom parku Vanoise, kod grada Val-d'Isère, na ledenjaku Izvor Isère pod Grande Aiguille Rousse, a sve u departmanu Savoji. Uliva se u Rhône nekoliko kilometara sjeverno od Valensije.
Ime rijeke je integrirano u imenima nekoliko općina kroz koje rijeka protječe kao što su Sainte-Hélène-sur-Isère, Saint-Quentin-sur-Isère, Romans-sur-Isère ili Pont-de-l'Isère, a svoje je ime dala i departmanu Isère.
Rijeka prolazi kroz tri departmana: Savoje, Isère i Drôme. U širem smislu, njen se sliv odnosi i na departman Hautes-Alpes- Gornje Alpe, (rijeka Drac), Haute Savoie, (rijeka Arly) i Ardèche (na mjestu ušća u razini rijeke Rhône), ne zaboravljajući činjenicu da se njezin izvor nalazi na samo nekoliko metara od francusko-talijanske granice i talijanske sjeverozapadne regije Piémont.

## Etimologija hidronima
Podrijetlo riječi Isère nije jasno utvrđeno, ali se pretpostavlja da bi moglo imati dva različita podrijetla:
- keltski: Isar, to jest "željezo", što se odnosi na rudu koja je otkrivena tijekom protohistorijskog[22] razdoblja, a za koju se pretpostavlja da ju je u tom razdoblja moralo biti u velikim količinama uz obale Isare;
- galski: Isara ("plahovit, brz"), koji karakterizira ovu alpsku rijeku mnogo prije nego što je provedena regulacija protoka (zahvaljujući, između ostalog, izgradnji brane Chevril[23] koja je puštena u upotrebu 1953. ali nije u potpunosti uklonila rizik od poplava).

Imena rijeka s ovim imenom pojavljuju se u cijeloj Europi, poput Isar u Bavarskoj ili Yser u Flandriji, rijeke Oise
 (Isara, prema Césaru) u francuskom departmanu Oise, pa čak i rijeke Usore u Bosni i Hercegovini.
Keltsko podrijetlo imena se ne može smatrati pouzdanim, jer se ovaj naziv rijeke nalazi u predjelima za koje se pretpostavlja da na njih nije utjecala keltska kultura kao što su Veneto, Trakija, Litva itd., pa stoga podrijetlo imena i nadalje ostaje neizvjesno.

## Geografija
Duljina toka rijeke Isère iznosi 286 kilometara i prolazi kroz najrazličitije predjele: od svog izvora blizu talijanske granice u zapadnim Alpama, prelazi preko Pays de Savoie, prolazi kroz dolinu Vallée de la Tarentaise, pa nadalje između gorja Chartreuse i alpskog masiva Belledonne, prateći masiv Vercors, prolazi kroz pokrajinu Dauphiné i napokon se susreće s rijekom Rhône u regiji Vivarais.

### Ušće
Spajanje tokova rijeke Isère (lijevo) i Rhône (desno) u blizini La Roche-de-Glun.
Isère se, u blizini ušća, kod komune Pont-de-l'Isère spaja s razdvojnim kanalom Rhône dužine 11 km i širine 130 m, koji je ustvari derivacija izvedena za navigacijske svrhe. Na južnom kraju kod La Roche-de-Glun (općina na otoku koji je nastao izgradnjom derivacije), derivacija propušta dio vode Isère natrag u Rhônu, dok ostatak vode slobodno nastavlja svoj put prolazeći kroz komunu Bourg-lès-Valence da bi stigla do svog konačnog spoja s rijekom Rhône.